# Куїндічі
Куїндічі (італ. Quindici) — муніципалітет в Італії, у регіоні Кампанія,  провінція Авелліно.
Куїндічі розташоване на відстані близько 220 км на південний схід від Рима, 34 км на схід від Неаполя, 13 км на південний захід від Авелліно.
Населення — 1944 особи (2014).

## Демографія
Населення за роками:

Станом на 1 січня 2023 року в муніципалітеті офіційно проживало 68 іноземців з 5 країн, серед них 46 громадян країн Євросоюзу та 14 громадян України.

## Сусідні муніципалітети
- Брачильяно
- Форино
- Лауро
- Моск'яно
- Сарно
- Сіано